# Jean Nouvel

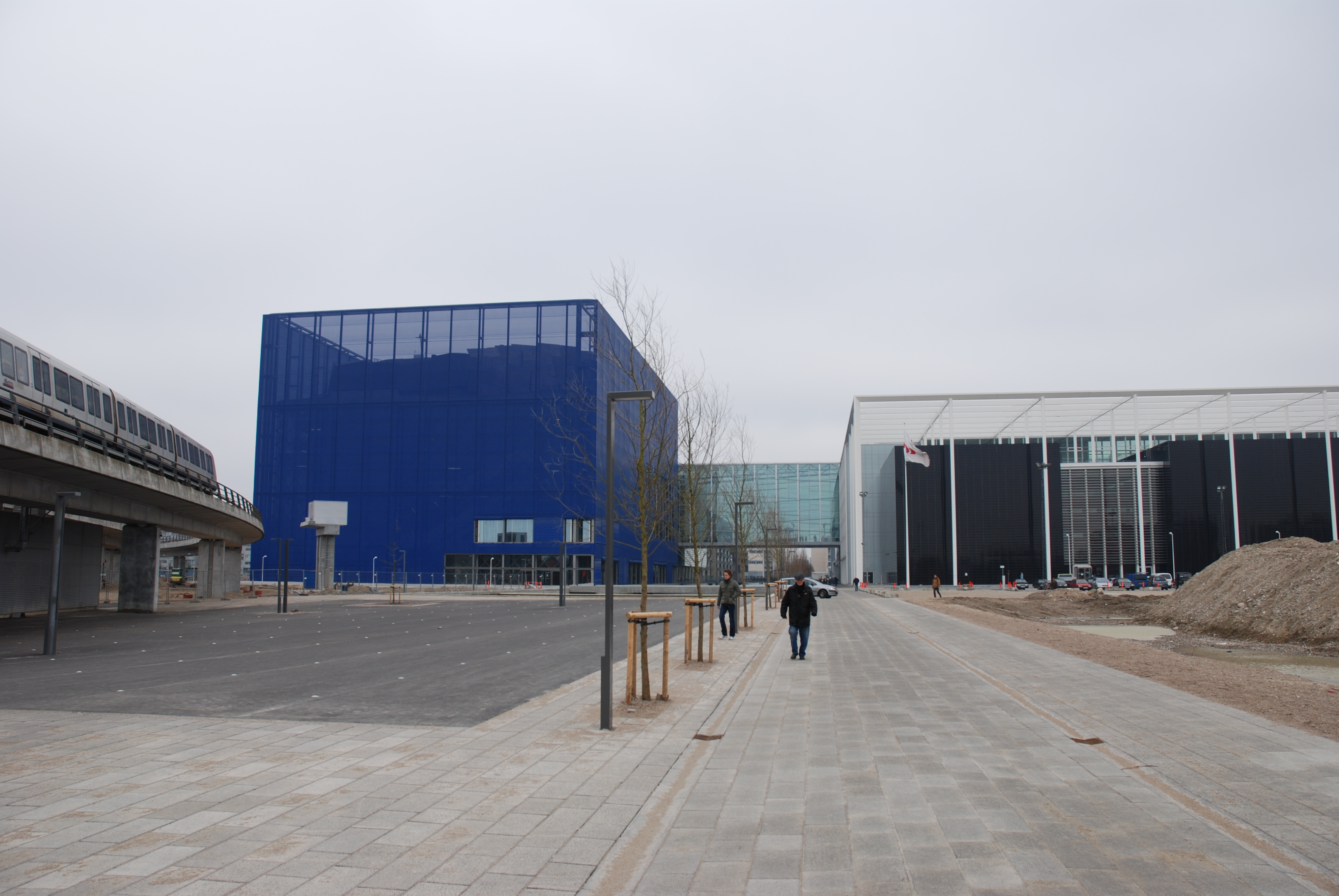
DR Byen med Danmarks Radios Konserthus i Köpenhamn.

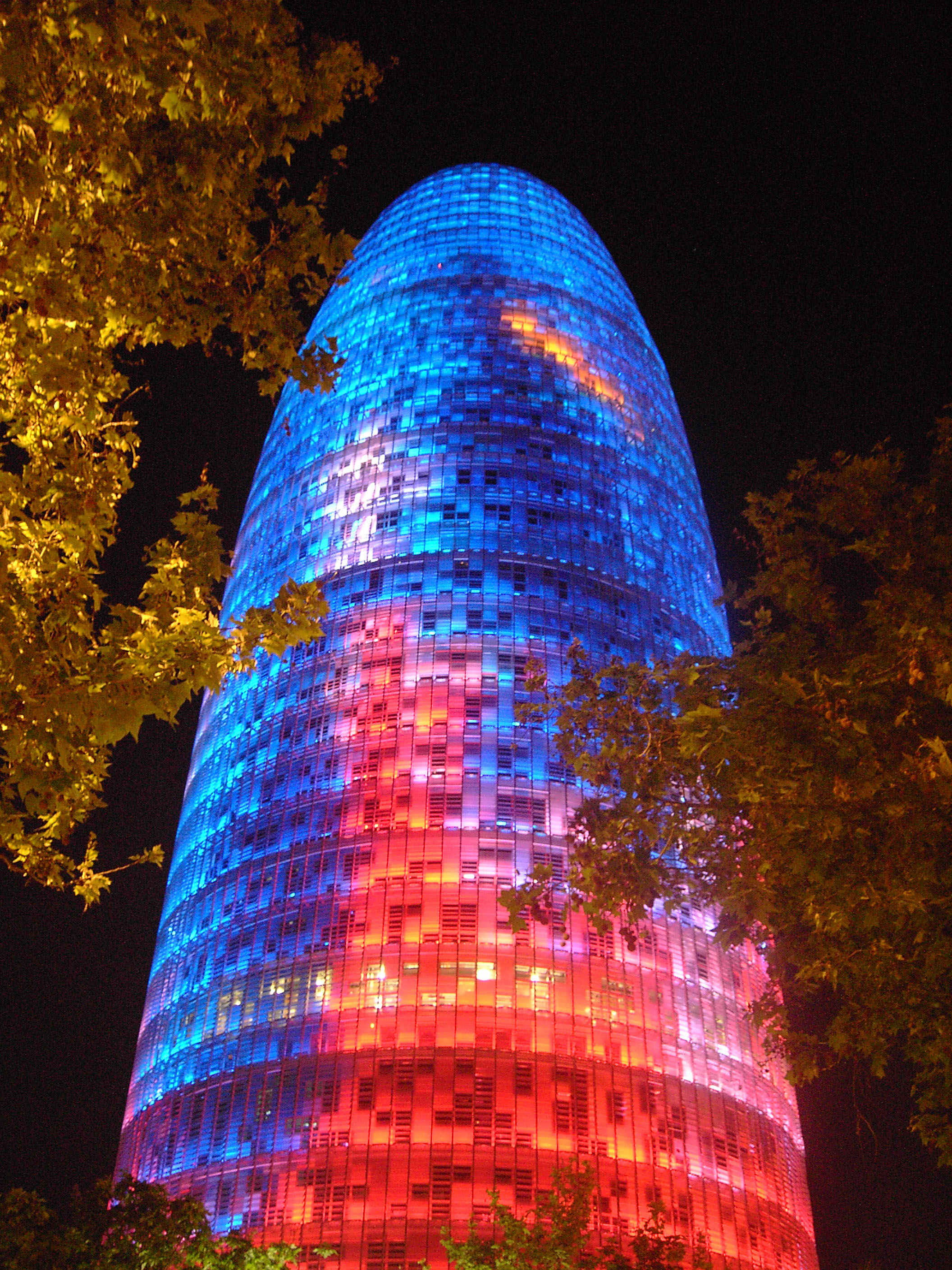
Torre Agbar i Barcelona.

Jean Nouvel, född 12 augusti 1945 i Fumel i Lot-et-Garonne, är en fransk arkitekt.
Jean Nouvel utbildade sig vid École des Beaux-Arts i Paris och tog examen 1971, men hade redan året innan startat en egen byrå tillsammans med en studiekamrat. Under 1970-talet var Nouvel inblandad i diverse projekt i Parisområdet, samtidigt som han startade arkitekturrörelserna Mars 1976 och Syndicat de l'Architecture. Sitt stora genombrott fick han dock först 1987 i samband med utformandet av kulturcentret Institut du monde arabe i Paris. Sedan dess har han fått många uppdrag runt om i Europa och världen, vilka främst har handlat om större offentliga byggnader och institutioner, såsom kulturhus, shoppinggallerior och kontorshus. Sedan 1994 driver han den Parisbaserade byrån Ateliers Jean Nouvel, som med sina 140 anställda är ett av Frankrikes största arkitektkontor. Företaget har även filialer i London, Köpenhamn, Minneapolis, Rom, Madrid och Barcelona.
Jean Nouvel fick Pritzkerpriset år 2008. Han är sambo med Mia Hägg

## Verk i urval
- Institut du Monde Arabe, Paris 1981-87
- Köpcentret Galeries Lafayette, Friedrichstrasse, Berlin 1991-95
- Opéra National de Lyon, Lyon, 1993
- Fondation Cartier, Paris, 1994
- Kultur- och Kongresscentrum, Luzern, 1993-99
- Designhotel "The Hotel - Deluxe Boutique Hotel", Luzern, 1999-2000
- Musée du quai Branly, Paris, 2006
- Danmarks Radios Konserthus, Köpenhamn, 2003-09
- Guggenheimmuseet,[källa behövs] Rio de Janeiro
- Torre Agbar, Barcelona
- Louvre Abu Dhabi, Abu Dhabi

## Bildgalleri

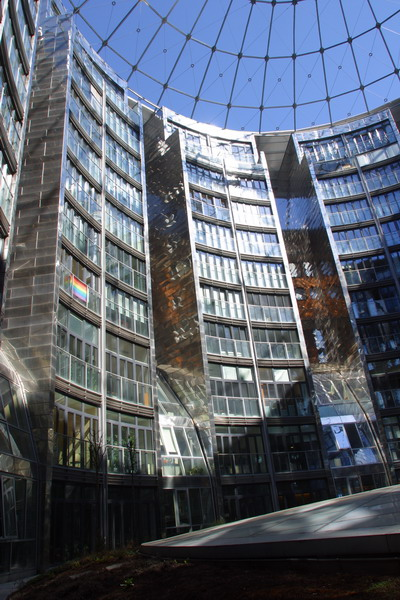
Gasometer A i Wien
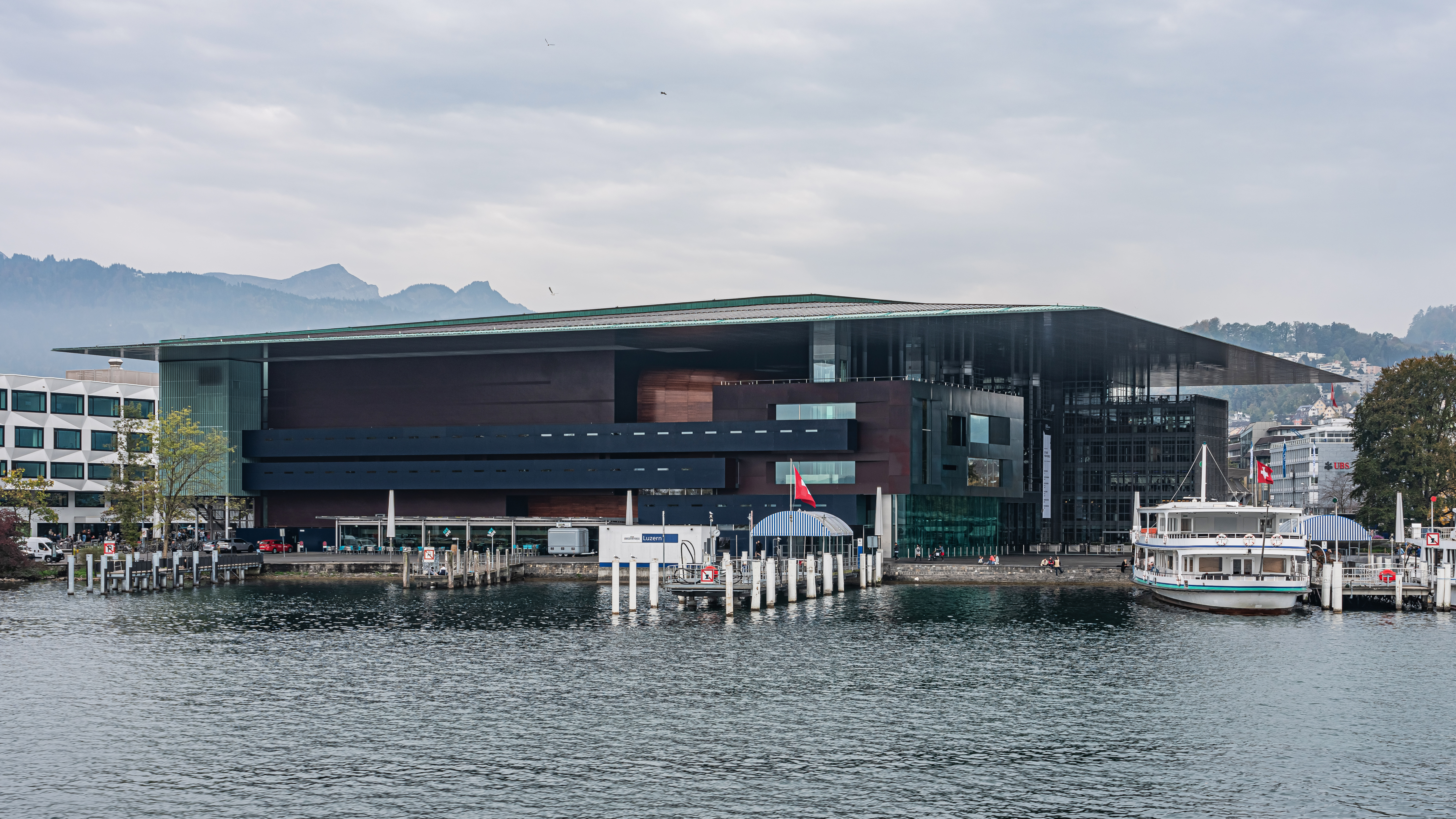
Kultur- und Kongresszentrum Luzern
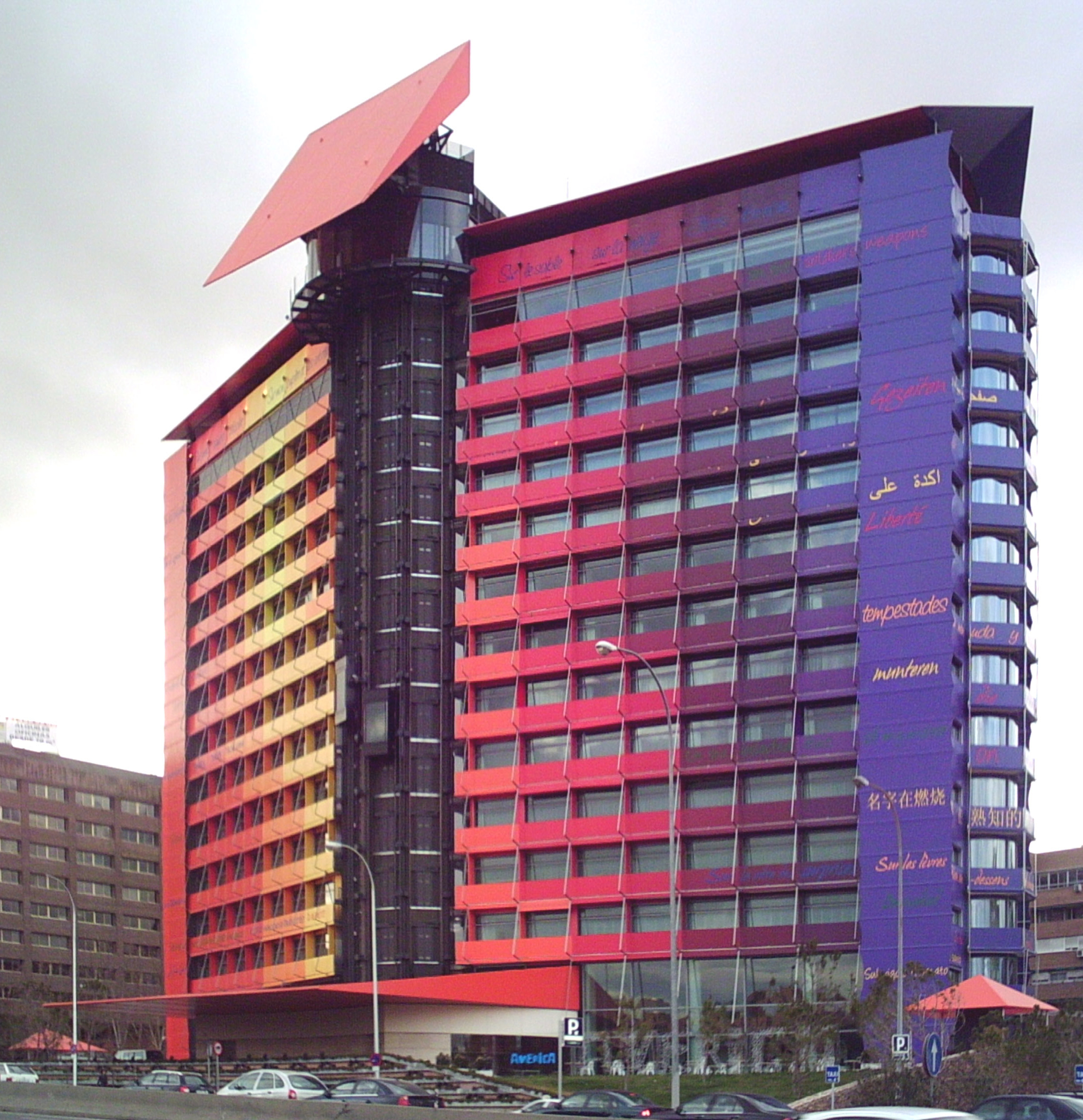
Hotel Puerta América i Madrid
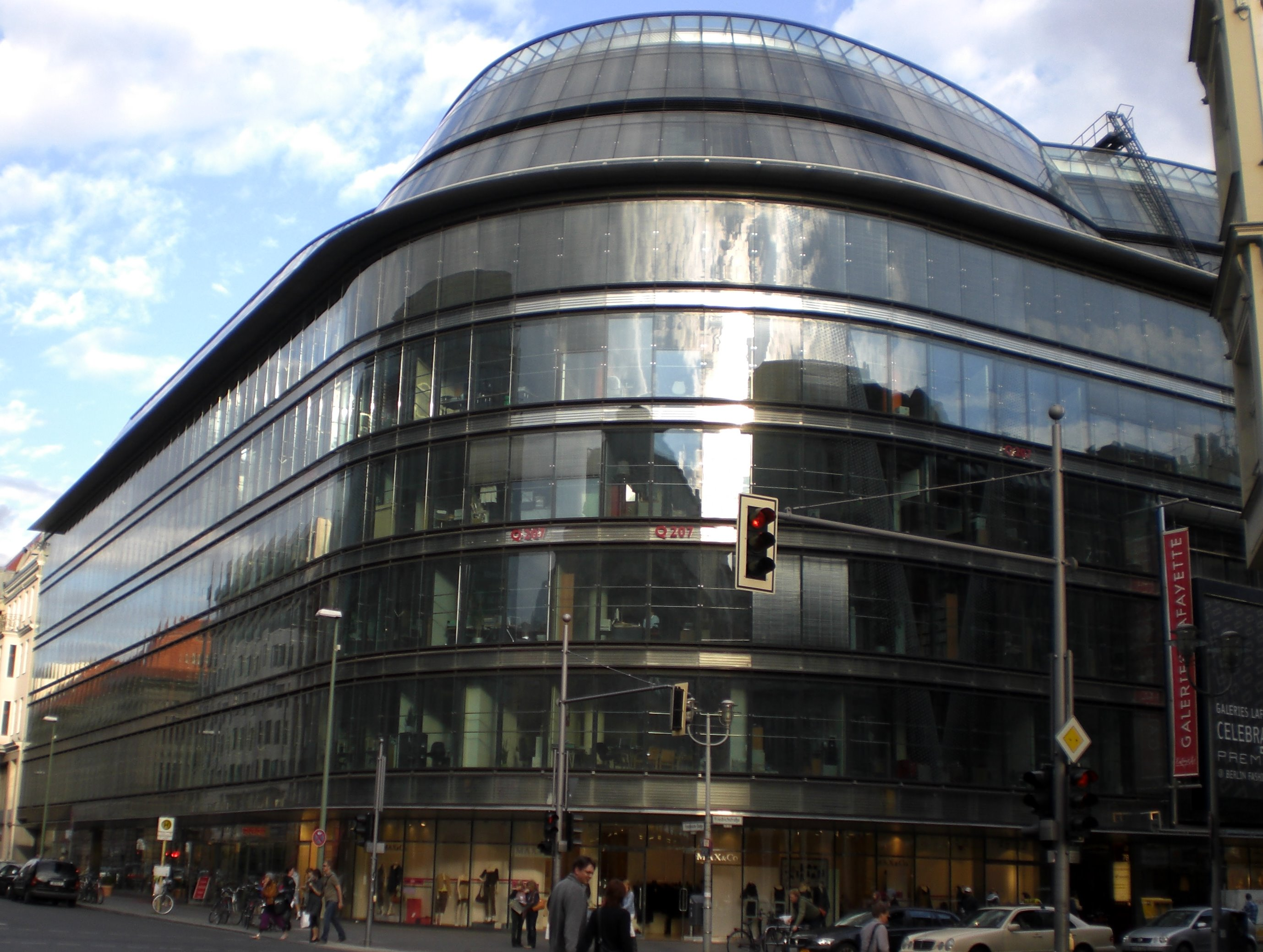
Galeries Lafayette Berlin i Berlin
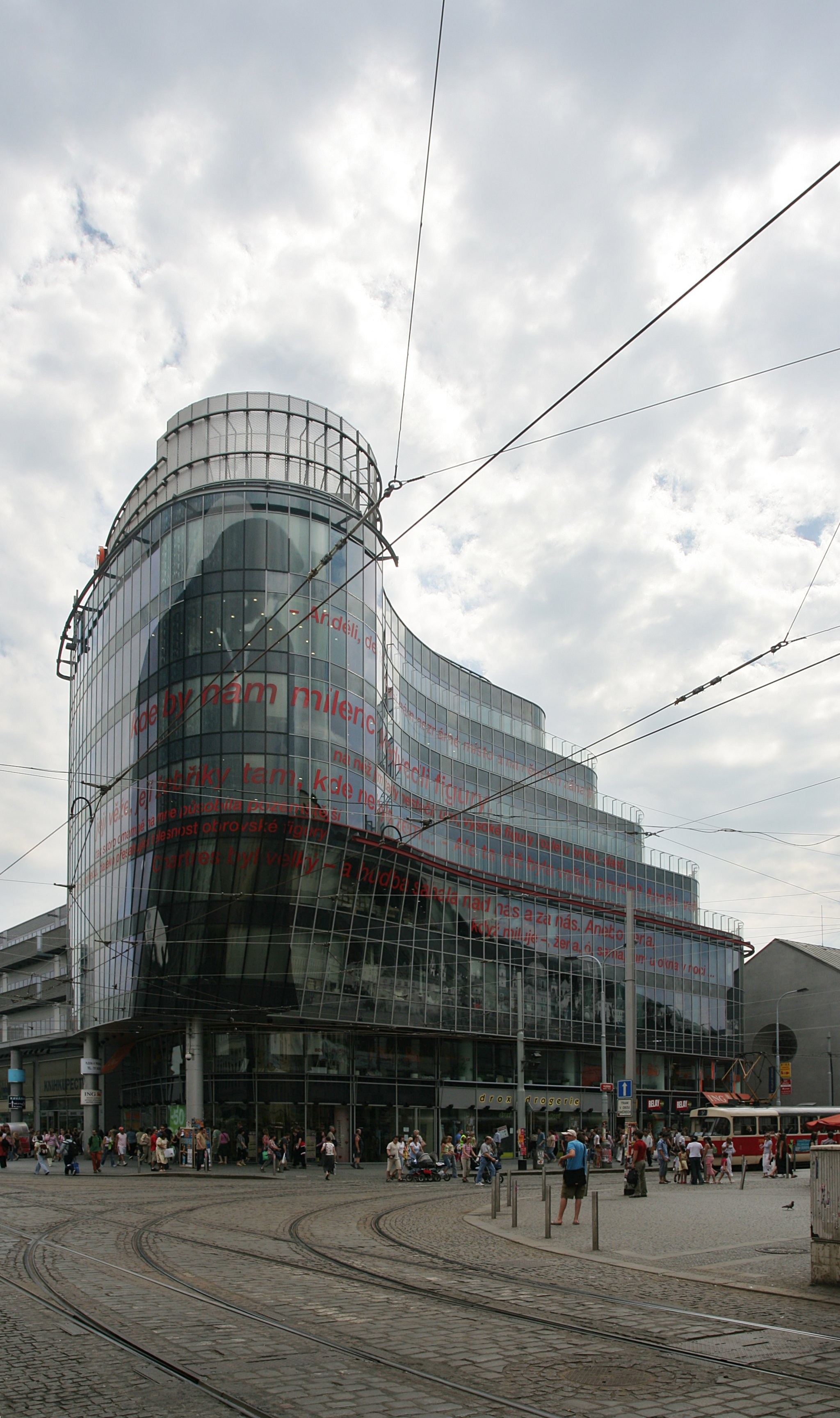
Kaufhaus Zlatý anděl i Prag
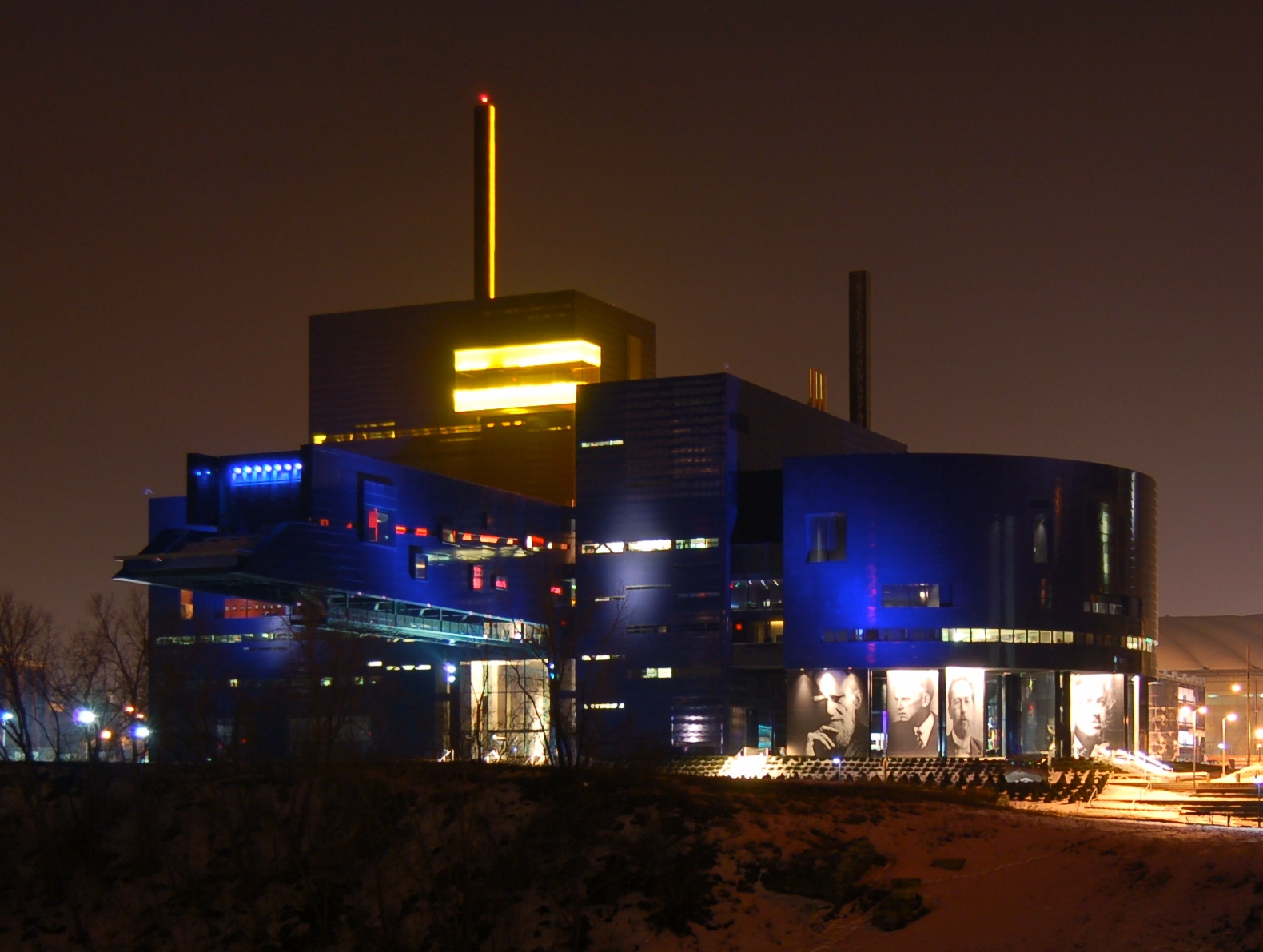
Guthrie Theater i Minneapolis